# Le Mesnil-Raoult
Pour les articles homonymes, voir Raoult.
Ne pas confondre avec Mesnil-Raoult (Seine-Maritime)
Le Mesnil-Raoult (prononcé [ləmeniʁo] ou [ləmɛniʁo]) est une ancienne commune française du département de la Manche et de la région Normandie.
Devenue le 1er janvier 2016 une commune déléguée au sein de la commune nouvelle de Condé-sur-Vire, le statut est supprimé au 15 mars 2020 par décision du conseil municipal,.

## Géographie
La commune est en Pays saint-lois. Son bourg est à 8 km à l'ouest de Torigni-sur-Vire, à 9,5 km au nord de Tessy-sur-Vire et à 11 km au sud de Saint-Lô.
Le territoire est traversé du nord au sud par la route départementale no 259 passant par le bourg et reliant Condé-sur-Vire au nord-est à Troisgots au sud-ouest.
Le Mesnil-Raoult est dans le bassin de la Vire qui délimite le territoire à l'est. Un de ses affluents marque la limite nord et un sous-affluent la limite ouest.
Le point culminant (122 m) se situe en limite sud, près du lieu-dit la Faverie. Le point le plus bas (19 m) correspond à la sortie de la Vire du territoire, au nord. La commune est bocagère.
| Saint-Romphaire (comm. nouv. de Bourgvallées) | Saint-Romphaire (comm. nouv. de Bourgvallées) | Condé-sur-Vire |
| Troisgots                                     | du Mesnil-Raoult                              | Condé-sur-Vire |
| Troisgots                                     | Troisgots                                     | Condé-sur-Vire |

## Toponymie
Le nom de la localité est attesté sous la forme Mesnil Radulfi vers 1210 (Feoda)
L'ancien français mesnil « domaine rural », est à l'origine de nombreux toponymes en Normandie. Dans le département de la Manche, on trouve cet appellatif dans une trentaine de nom de communes, d'anciennes communes ou d'anciennes paroisses. Le second élément -Raoult, selon le cas général, représente un nom de personne. Il s'agit ici de l'anthroponyme germanique occidental Radulf(us) > Raoult,.
Remarque : Le même nom est aussi utilisé en vieux norrois sous la forme RáðulfR, vieux danois Rathulf. Par ailleurs, les toponymes en Le Mesnil- du département sont souvent suivi d'un nom de personne scandinave, anglo-scandinave ou anglo-saxon : Le Mesnil-Angot (Asgautr / Asgot ), Le Mesnil-Aubert (Osbert ou Osbern), Le Mesnil-au-Val (Alfvarð ou Alware / Alward), Le Mesnil-Bœufs (Bosi), Le Mesnil-Bonant (Burninc), Le Mesnilbus (Búi ou Boia), Le Mesnil-Opac (Ospakr), Le Mesnil-Tove (Tofi ou Tove), Le Mesnil-Vigot (Vigautr / Wigot).
La prononciation est [ləmeniʁo] ou [ləmɛniʁo],. Mesnil-Raoult (Seine-Maritime, Maisnillum Radulphi 1191, Mesnil Rault XVIIIe siècle) se prononce traditionnellement de la même façon [meniʁo].
Le gentilé est Mesnilrodin par rétablissement savant du -d- intervocalique.

## Histoire
On note sur la paroisse plusieurs familles seigneuriales : Raoult, nom des premiers seigneurs, de Carbonnel, de Miette, de Lauberie et Frestel.
Un acte de 1201 concernant le Manoir mentionne l'existence d'un Godefroy du Mesnil-Raoult. Suivront les Carbonnel de Canisy et les Miette de Laubrie. La seigneurie du Manoir était au XVe siècle la possession de Pierre Miette de Laubrie anoblie en 1470.
En 1789, Pierre Clément et Jean-Baptiste Le Prêtre étaient les députés du Mesnil-Raoult à la signature des cahiers de doléances, et furent maire de la commune par la suite.
Courant 2015, les communes du Mesnil-Raoult et de Condé-sur-Vire décident créer une commune nouvelle créée sous le régime juridique des communes nouvelles instauré par la loi no 2010-1563 du 16 décembre 2010 de réforme des collectivités territoriales et baptisée « Condé-sur-Vire », qui voit le jour le 1er janvier 2016. L'arrêté préfectoral fixant les conditions est publié le 28 septembre 2015. Les communes de Condé-sur-Vire et Le Mesnil-Raoult deviennent des communes déléguées et Condé-sur-Vire est le chef-lieu de la commune nouvelle.

## Politique et administration

### Tendances politiques et résultats
- Les électeurs de la commune placent Laurent Pien et Patricia Auvray-Levillain (Divers droite) en tête au premier et au second tour des élections départementales de 2015[12].

- Les électeurs de la commune placent Hervé Morin (Liste d'Union de la droite) en tête au premier et au second tour des élections régionales 2015[13].

### Administration municipale
| Période                                                                                   | Période       | Identité                     | Étiquette | Qualité                   |
| ----------------------------------------------------------------------------------------- | ------------- | ---------------------------- | --------- | ------------------------- |
| 1792                                                                                      | 1800          | Pierre Clément               |           |                           |
| 1800                                                                                      | 1807          | François Le Cavelier         |           |                           |
| 1807                                                                                      | 1816          | Guillaume Lemercere          |           |                           |
| 1817                                                                                      | 1818          | Jacques Pesquet              |           |                           |
| 1818                                                                                      | 1822          | Jean Lecarpentier            |           |                           |
| 1822                                                                                      | 1825          | Jean Leprêtre                |           |                           |
| 1826                                                                                      | 1844          | Jean Lecanu                  |           |                           |
| 1844                                                                                      | 1846          | Pierre Lecluze               |           |                           |
| 1846                                                                                      | 1880          | Jacques Leloutre             |           |                           |
| 1880                                                                                      | 1887          | Désiré de Laubrie            |           |                           |
| 1887                                                                                      | 1898          | Stanislas Leloutre           |           |                           |
| 1898                                                                                      | 1904          | Jules Julien                 |           |                           |
| 1904                                                                                      | 1910          | Henri Friteau                |           |                           |
| 1910                                                                                      | 1919          | Auguste Lemelorel-Lesmontils |           |                           |
| 1919                                                                                      | 1931          | Henri Friteau                |           |                           |
| 1932                                                                                      | 1947          | Georges de Laubrie           |           |                           |
| 1947                                                                                      | 1977          | André Bertaux                |           |                           |
| 1977                                                                                      | 1989          | Yves de Laubrie              |           |                           |
| 1989                                                                                      | 1993          | Claude Henri                 |           |                           |
| 1993                                                                                      | 1995          | Patrick Lemaitre             |           |                           |
| 1995                                                                                      | mars 2008     | Jacky Bertrand               |           |                           |
| mars 2008                                                                                 | mars 2014     | Emmanuel Jamard              | SE        | Conseiller agricole       |
| mars 2014                                                                                 | décembre 2015 | Stéphane Margrite            | SE        | Fonctionnaire territorial |
| Une partie des données est issue d'une liste établie par Jean Pouëssel et Nathalie Jamard |               |                              |           |                           |

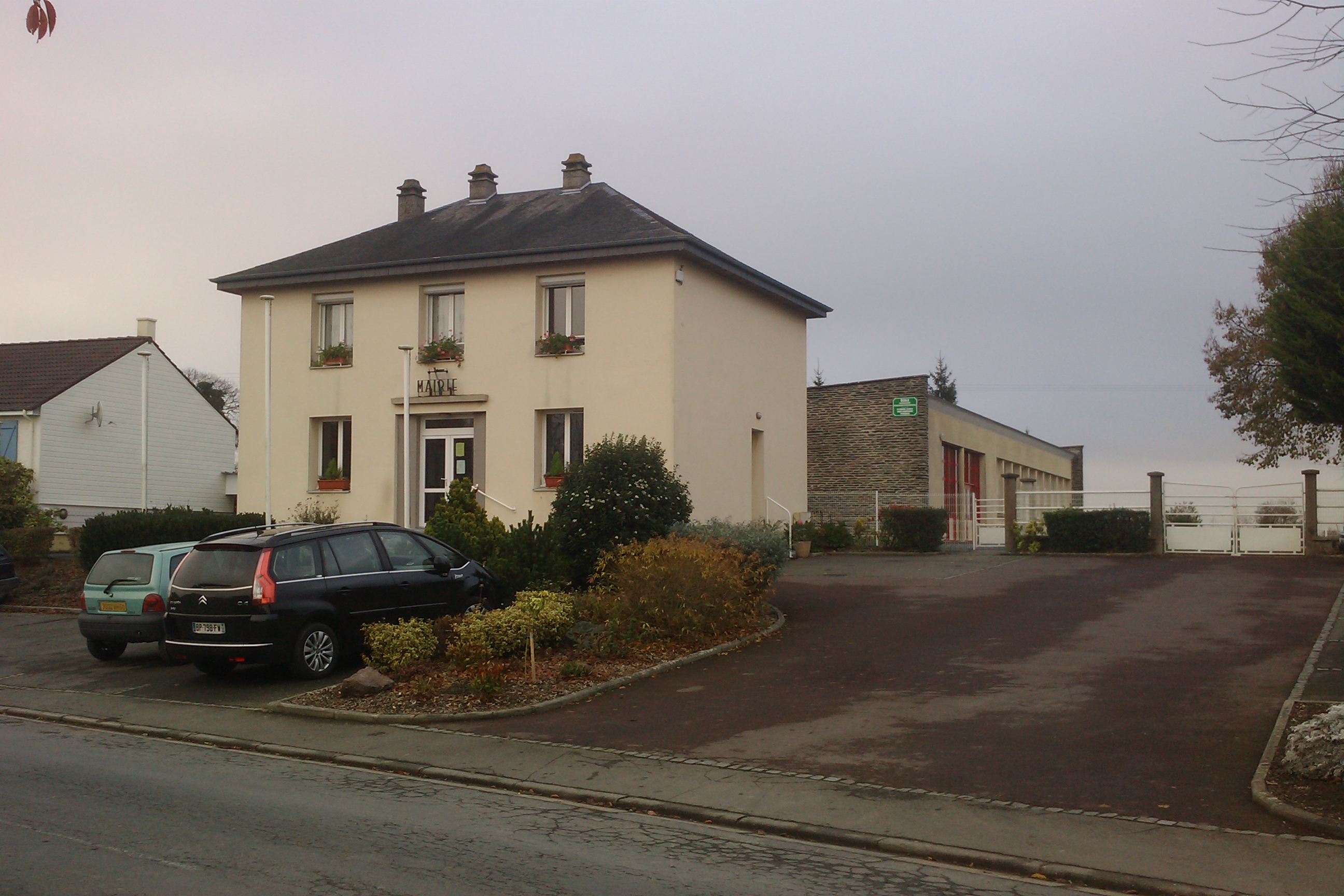
La mairie.

Le conseil municipal était composé de onze membres dont le maire et trois adjoints. Ces conseillers intègrent au complet le conseil municipal de Condé-sur-Vire le 1er janvier 2016 jusqu'en 2020 et Stéphane Margrite devient maire délégué.
| Période      | Période  | Identité          | Étiquette | Qualité                   |
| ------------ | -------- | ----------------- | --------- | ------------------------- |
| janvier 2016 | mai 2020 | Stéphane Margrite | SE        | Fonctionnaire territorial |

## Démographie
En 2018, la commune comptait 367 habitants. Depuis 2004, les enquêtes de recensement dans les communes de moins de 10 000 habitants ont lieu tous les cinq ans (en 2007, 2012, 2017, etc. pour Le Mesnil-Raoult) et les chiffres de population municipale légale des autres années sont des estimations.
Le Mesnil-Raoult a compté jusqu'à 465 habitants en 1806.
| 1793 | 1800 | 1806 | 1821 | 1831 | 1836 | 1841 | 1846 | 1851 |
| ---- | ---- | ---- | ---- | ---- | ---- | ---- | ---- | ---- |
| 381  | 366  | 465  | 395  | 393  | 411  | 404  | 421  | 428  |

| 1856 | 1861 | 1866 | 1872 | 1876 | 1881 | 1886 | 1891 | 1896 |
| ---- | ---- | ---- | ---- | ---- | ---- | ---- | ---- | ---- |
| 449  | 435  | 398  | 383  | 420  | 383  | 368  | 328  | 318  |

| 1901 | 1906 | 1911 | 1921 | 1926 | 1931 | 1936 | 1946 | 1954 |
| ---- | ---- | ---- | ---- | ---- | ---- | ---- | ---- | ---- |
| 301  | 331  | 325  | 292  | 272  | 275  | 255  | 263  | 245  |

| 1962 | 1968 | 1975 | 1982 | 1990 | 1999 | 2007 | 2011 | 2016 |
| ---- | ---- | ---- | ---- | ---- | ---- | ---- | ---- | ---- |
| 258  | 280  | 256  | 309  | 315  | 320  | 358  | 394  | 372  |

| 2018 | - | - | - | - | - | - | - | - |
| ---- | - | - | - | - | - | - | - | - |
| 367  | - | - | - | - | - | - | - | - |

## Lieux et monuments
- Église Notre-Dame (XIXe – XXe siècles). Très endommagée en 1944, elle est reconstruite selon les plans de l'architecte Guy Belin. Le clocher de 1868 est conservé. L'église est bénite le 26 septembre 1957. Elle abrite une Vierge à l'Enfant du XVe classée au titre objet aux monuments historiques[23], une statue de saint Jean Baptiste (XIVe), une Vierge foulant le serpent (XIXe), et des vitraux de Max Ingrand[10].
- Croix de cimetière (XVIIe siècle).
- Calvaire (XVIIe siècle) dont la croix n'a pas résisté à la tempête de décembre 1999.
- Manoir des Monts (XVIIe – XIXe siècle), qui est toujours resté dans la famille de L'Aubrie.
- Manoir de la Prunerie (vers le XVIe siècle).
- Ancienne grange à dîmes, réhabilitée et transformée en point-relais.
- Le pont de la Roque qui enjambe la Vire et relie Le Mesnil-Raoult à Brectouville.

Pour mémoire
- Deux moulins sur la Vire.

## Activité et manifestations

### Sports
Jusqu'en juin 2013, le Football club de Mesnil-Ro faisait évoluer une équipe de football en division de district. Le club n'aligne aucune équipe en championnat pour la saison 2011-2012.
La base de l'ASEV de canoë-kayak, située au nord-est du territoire communal, permet de pratiquer cette activité sur les eaux de la Vire.